# Tabuladora

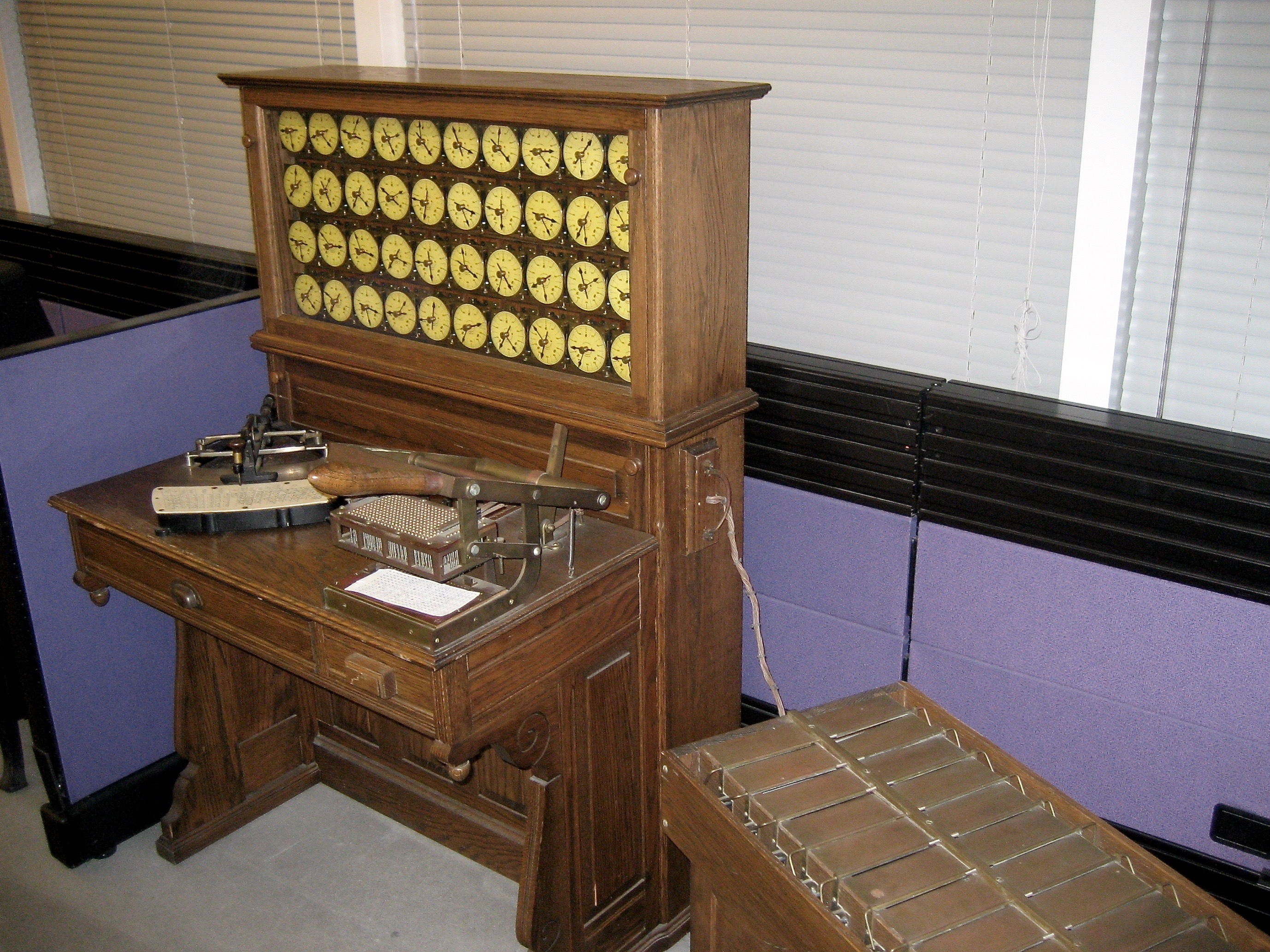
Máquina tabuladora Hollerith de 1890 com caixa de classificação.

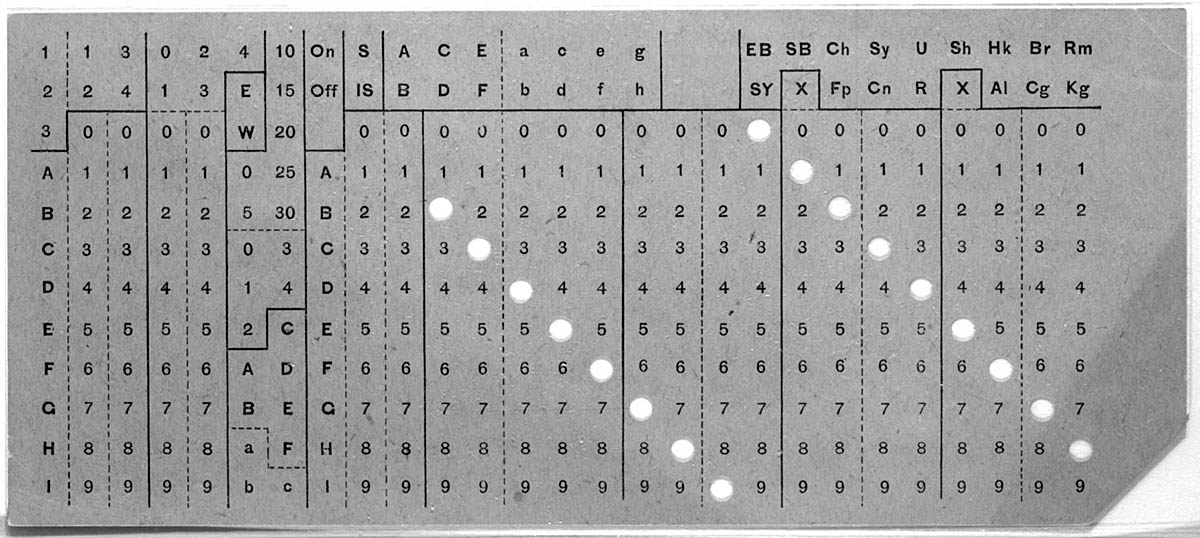
Cartão perfurado Hollerith

A máquina tabuladora era uma máquina eletromecânica projetada para auxiliar na sumarização de informações armazenadas em cartões perfurados. Inventada por Herman Hollerith, a máquina foi desenvolvida para ajudar a processar dados para o Censo dos Estados Unidos de 1890. Modelos posteriores foram amplamente utilizados para aplicações comerciais como contabilidade e controle de estoque. Ela originou uma classe de máquinas, conhecidas como equipamento de registro unitário, e a indústria de processamento de dados.
O termo "Super Computação" foi usado pelo jornal New York World em 1931 para se referir a um grande tabulador feito sob medida que a IBM construiu para a Universidade Columbia.

## Censo de 1890
O censo dos Estados Unidos de 1880 havia levado oito anos para ser processado. Como a Constituição dos Estados Unidos determina um censo a cada dez anos para distribuir tanto os representantes no Congresso quanto os impostos diretos entre os estados americanos, uma combinação de equipe maior e sistemas de registro mais rápidos era necessária.
No final da década de 1880, Herman Hollerith, inspirado por condutores usando furos perfurados em diferentes posições em uma passagem de trem para registrar detalhes dos viajantes como gênero e idade aproximada, inventou o registro de dados em um meio legível por máquina. Usos anteriores de meios legíveis por máquina haviam sido para listas de instruções (não dados) para conduzir máquinas programadas como tear de Jacquards. "Após alguns testes iniciais com fita de papel, ele se decidiu pelos cartões perfurados...". Hollerith usou cartões perfurados com furos redondos, 12 fileiras e 24 colunas. Os cartões mediam 31⁄4 + por 65⁄8+ polegadas (83 por 168 mm). Seu tabulador usava solenoides eletromecânicos para incrementar contadores mecânicos. Um conjunto de fios com mola eram suspensos sobre o leitor de cartão. O cartão ficava sobre poças de mercúrio, poças correspondentes às possíveis posições de furos no cartão. Quando os fios eram pressionados sobre o cartão, furos perfurados permitiam que os fios mergulhassem nas poças de mercúrio, fazendo um contato elétrico que poderia ser usado para contar, classificar e disparar uma campainha para avisar ao operador que o cartão havia sido lido. O tabulador tinha 40 contadores, cada um com um mostrador dividido em 100 divisões, com dois ponteiros indicadores; um que avançava uma unidade a cada pulso de contagem, o outro que avançava uma unidade toda vez que o outro mostrador completava uma revolução completa. Este arranjo permitia uma contagem de até 9 999. Durante uma execução de tabulação, contadores poderiam ser atribuídos a um furo específico ou, usando lógica de relé, a uma combinação de furos, por exemplo, para contar casais casados. Se o cartão fosse para ser classificado, uma tampa de compartimento da caixa de classificação se abriria para armazenamento do cartão, a escolha do compartimento dependendo dos dados no cartão.
O método de Hollerith foi usado para o censo de 1890. Funcionários usaram perfuradores para perfurar furos nos cartões inserindo idade, estado de residência, gênero e outras informações dos retornos. Cerca de 100 milhões de cartões foram gerados e "os cartões foram passados através das máquinas apenas quatro vezes durante toda a operação." De acordo com o Bureau do Censo dos EUA, os resultados do censo foram "... terminados meses antes do prazo e muito abaixo do orçamento".

## Após o censo de 1890
As vantagens da tecnologia foram imediatamente aparentes para contabilidade e rastreamento de estoque. Hollerith iniciou seu próprio negócio como The Hollerith Electric Tabulating System, especializado em equipamento de processamento de dados por cartão perfurado. Em 1896 ele incorporou a Tabulating Machine Company. Naquele ano ele introduziu o Tabulador Integrador Hollerith, que podia somar números codificados em cartões perfurados, não apenas contar o número de furos. Cartões perfurados ainda eram lidos manualmente usando os pinos e leitor de poça de mercúrio. 1900 viu o Tabulador de Alimentação Automática Hollerith usado no censo americano daquele ano. Um painel de controle foi incorporado no Tipo 1 de 1906.
Em 1911, quatro corporações, incluindo a empresa de Hollerith, foram amalgamadas (via aquisição de ações) para formar uma quinta empresa, a Computing-Tabulating-Recording Company (CTR). A Powers Accounting Machine Company foi formada no mesmo ano e, como Hollerith, com máquinas primeiro desenvolvidas no Bureau do Censo. Em 1919 o primeiro protótipo de tabulador Bull foi desenvolvido. Tabuladores que podiam imprimir, e com painéis de controle removíveis, apareceram na década de 1920. Em 1924 a CTR foi renomeada International Business Machines (IBM). Em 1927 a Remington Rand adquiriu a Powers Accounting Machine Company. Em 1933 a The Tabulating Machine Company foi subsumida na IBM. Essas empresas continuaram a desenvolver tabuladores mais rápidos e mais sofisticados, culminando em tabuladores como o IBM 407 de 1949 e o Remington Rand 409 de 1952. Máquinas tabuladoras continuaram a ser usadas muito após a introdução de computadores eletrônicos comerciais na década de 1950.
Muitas aplicações usando tabuladores de registro unitário foram migradas para computadores como o IBM 1401. Duas linguagens de programação, FARGO e RPG, foram criadas para auxiliar esta migração. Como os painéis de controle do tabulador eram baseados no ciclo da máquina, tanto FARGO quanto RPG emularam a noção do ciclo da máquina e o material de treinamento mostrava as relações entre painel de controle vs. folha de codificação da linguagem de programação.

## Operação

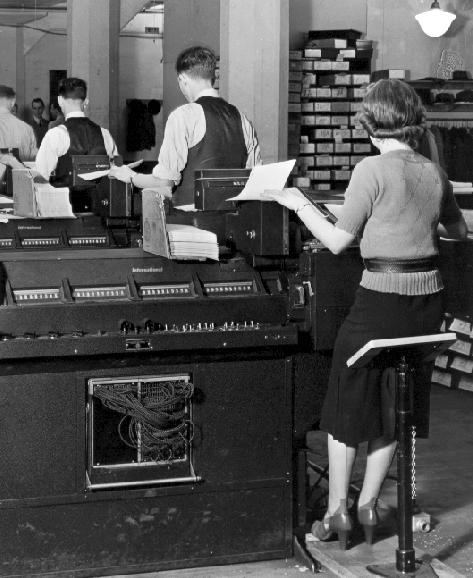
Tabuladores IBM Tipo 285 em uso na Administração da Previdência Social dos EUA por volta de 1936

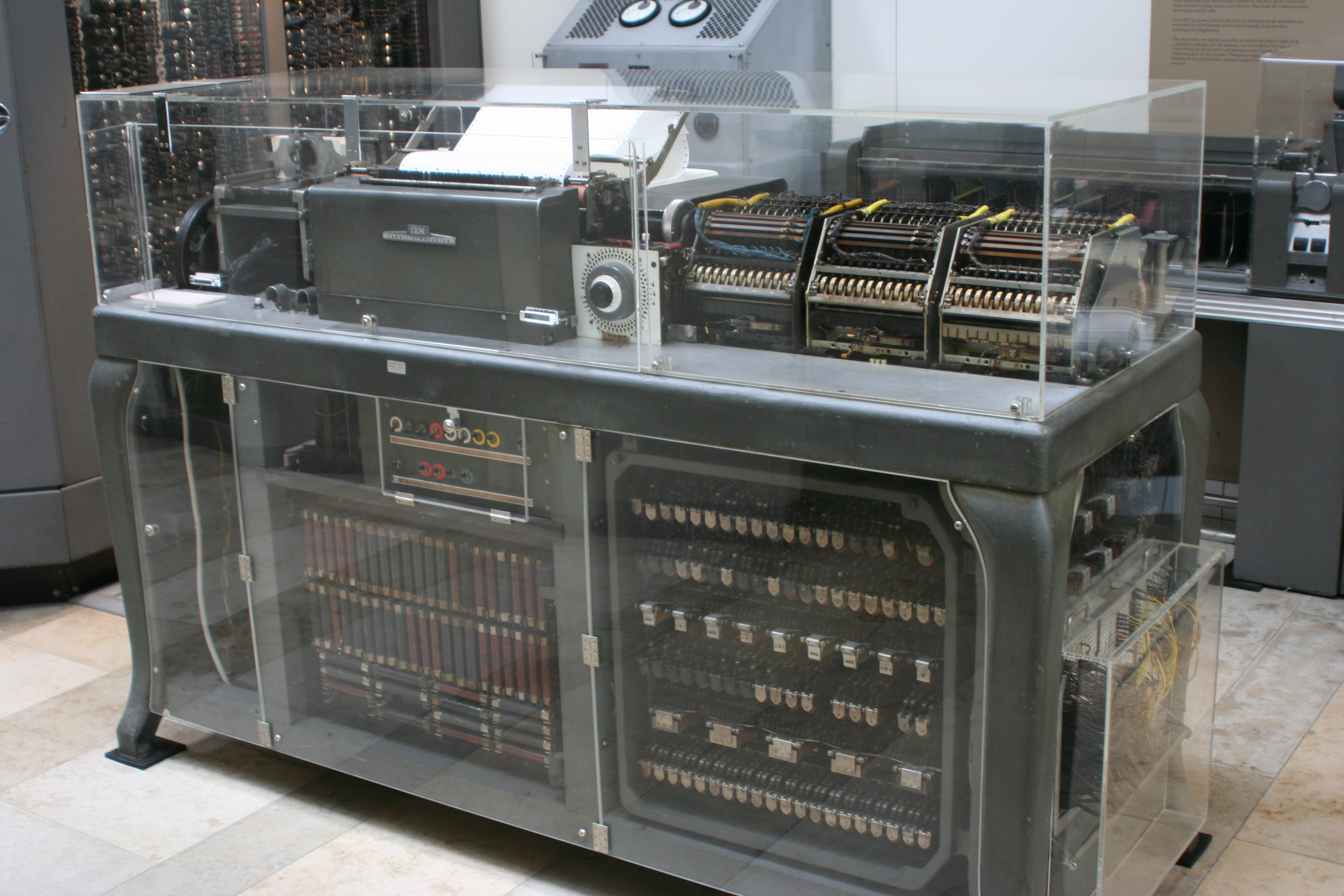
Máquina tabuladora IBM D11 inicial, com tampas removidas

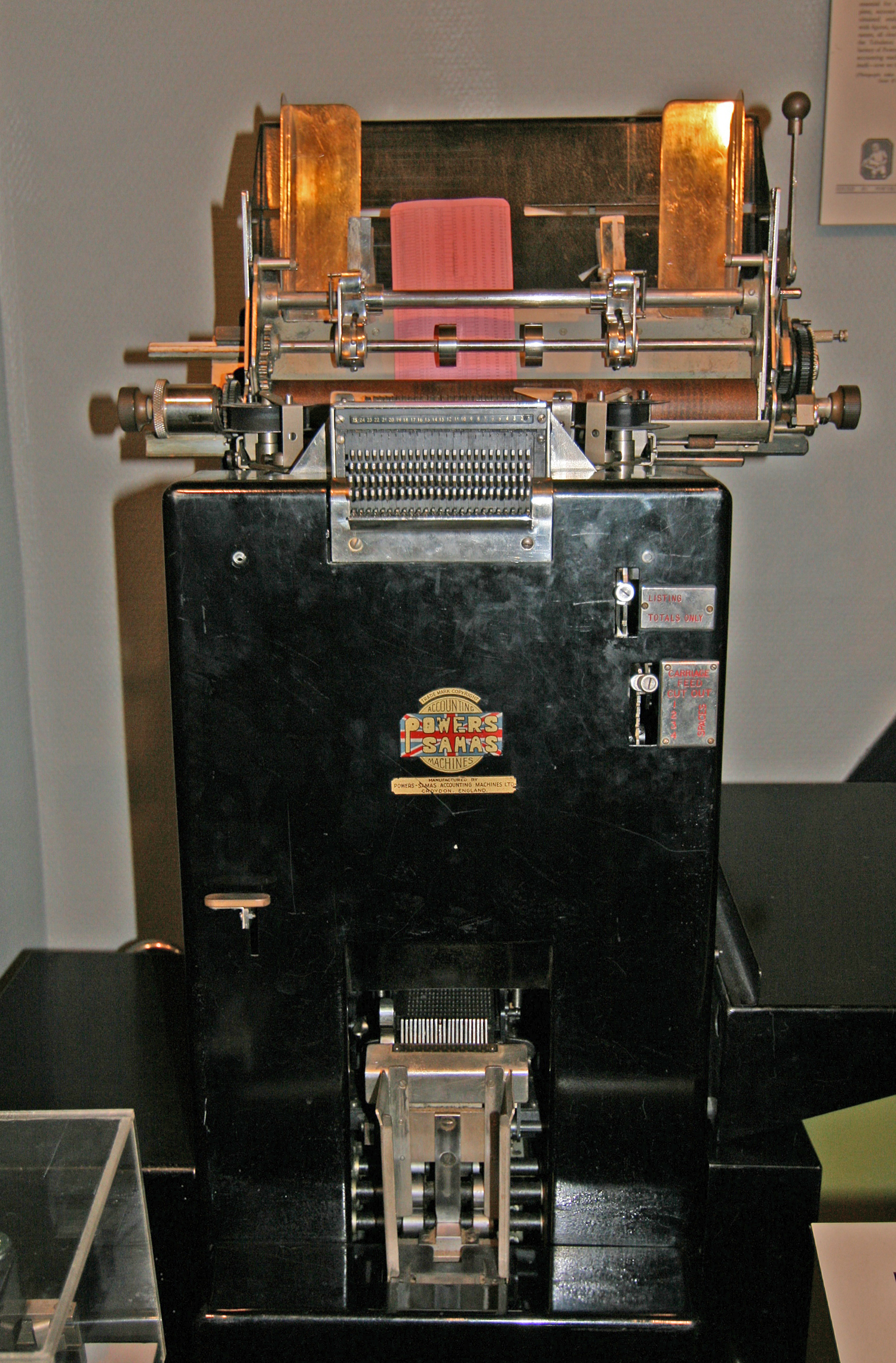
Máquina contábil Powers-Samas

Em sua forma básica, uma máquina tabuladora leria um cartão por vez, imprimiria partes (campos) do cartão em papel sanfonado, possivelmente reorganizado, e somaria um ou mais números perfurados no cartão a um ou mais contadores, chamados acumuladores. Em modelos iniciais, os mostradores do registro acumulador seriam lidos manualmente após uma execução de cartão para obter totais. Modelos posteriores podiam imprimir totais diretamente. Cartões com uma perfuração particular podiam ser tratados como cartões mestres causando comportamento diferente. Por exemplo, cartões mestres de cliente podiam ser mesclados com cartões classificados registrando itens individuais comprados. Quando lidos pela máquina tabuladora para criar faturas, o endereço de cobrança e número do cliente seriam impressos do cartão mestre, e então itens individuais comprados e seu preço seriam impressos. Quando o próximo cartão mestre fosse detectado, o preço total seria impresso do acumulador e a página ejetada para o topo da próxima página, tipicamente usando uma fita de controle de carro.
Com estágios ou ciclos sucessivos de processamento de cartão perfurado, cálculos bastante complexos podiam ser feitos se alguém tivesse um conjunto suficiente de equipamentos. (Em termos de processamento de dados moderno, pode-se pensar em cada estágio como uma cláusula SQL: SELECT (filtrar colunas), então WHERE (filtrar cartões, ou "linhas"), então talvez um GROUP BY para totais e contagens, então um SORT BY; e então talvez alimentar aqueles de volta para outro conjunto de ciclos SELECT e WHERE novamente se necessário.) Um operador humano tinha que recuperar, carregar e armazenar os vários conjuntos de cartões em cada estágio.

## Modelos selecionados e cronologia
Os primeiros tabuladores de Hollerith foram usados para compilar estatísticas de mortalidade para Baltimore, Jersey City e Nova York em 1886.
O primeiro tabulador de alimentação automática da Tabulating Machine Company (TMC), operando a 150 cartões/minuto, foi desenvolvido em 1906.
O primeiro tabulador de impressão TMC foi desenvolvido em 1920.
Máquina Contábil TMC Tipo IV (posteriormente renomeada IBM 301), dos Arquivos IBM:

A Máquina Contábil 301 (mais conhecida como Tipo IV) foi a primeira máquina controlada por cartão a incorporar seleção de classe, subtração automática e impressão de saldo líquido positivo ou negativo. Datando de 1928, esta máquina exemplifica a transição de máquinas tabuladoras para contábeis. O Tipo IV podia listar 100 cartões por minuto.
Tabulador H.W.Egli - BULL modelo T30, 1931
IBM 401: 
O 401, introduzido em 1933, foi uma entrada inicial em uma longa série de tabuladores alfabéticos IBM e máquinas contábeis. Foi desenvolvido por uma equipe liderada por J. R. Peirce e incorporou funções e características significativas inventadas por A. W. Mills, F. J. Furman e E. J. Rabenda. O 401 somava a uma velocidade de 150 cartões por minuto e listava dados alfanuméricos a 80 cartões por minuto.
IBM 405: 
Introduzida em 1934, a Máquina Contábil Alfabética 405 foi a máquina básica de escrituração e contabilidade comercializada pela IBM por muitos anos. Características importantes foram capacidade de soma expandida, maior flexibilidade de agrupamento de contadores, impressão direta de todo o alfabeto, subtração direta e impressão de saldo devedor ou credor de qualquer contador. Comumente chamada de "tabulador" 405, esta máquina permaneceu como o carro-chefe da linha de produtos da IBM até depois da Segunda Guerra Mundial. Os britânicos na Cabana 8 usaram maquinário Hollerith para obter algum conhecimento de ataque de texto conhecido cribs usados por mensagens alemãs criptografadas.
IBM 402 e 403, de 1948, foram sucessores modernizados do 405.
O Bull Gamma 3 de 1952 podia ser conectado a este tabulador ou a um leitor/perfurador de cartão.
IBM 407

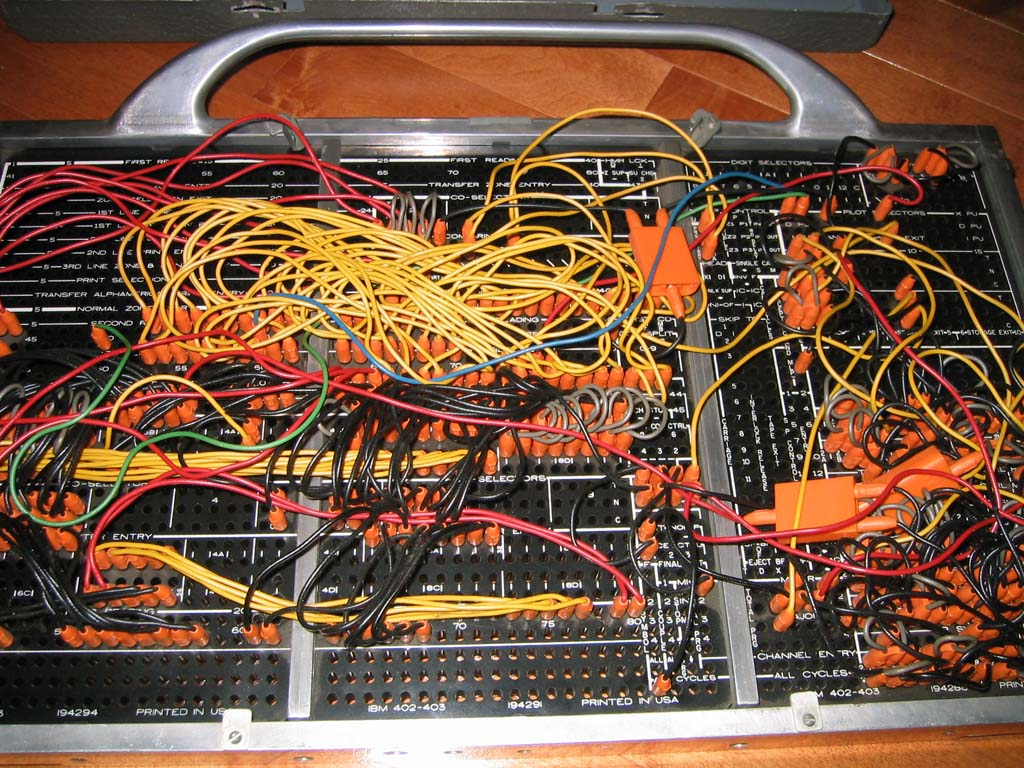
Painel de controle para uma Máquina Contábil IBM 402

Introduzido em 1949, o 407 foi o esteio da linha de produtos de registro unitário da IBM por quase três décadas. Foi posteriormente adaptado para servir como periférico de entrada/saída para várias calculadoras eletrônicas e computadores iniciais. Seu mecanismo de impressão foi usado na impressora de linha IBM 716 para a série IBM 700/7000 e posteriormente com o IBM 1130 até meados da década de 1970.
A Máquina Contábil IBM 407 foi retirada do mercado em 1976, sinalizando o fim da era do registro unitário.
IBM 421